# Mathame DJ
Matteo y Amedeo Giovanelli, hermanos italianos, son conocidos profesionalmente como el dúo de DJ y productores Mathame, destacados dentro del género techno cinematográfico. Comenzaron su viaje musical en 2013 mientras vivían cerca de las laderas del Monte Etna en Sicilia, un lugar que influyó profundamente en su sonido característico. Su estilo es una fusión única de techno melódico, música electrónica, dub techno y house melódico, incorporando frecuentemente elementos cinematográficos y paisajes sonoros etéreos

## Carrera
Ambos hermanos se formaron en música clásica, y Amedeo pasó cinco años en un conservatorio de violín. Además, Matteo estudió cine y trabajó como director.  
Los hermanos formaron Mathame mientras vivían en Sicilia, en la base del volcán Etna, ayudando a gestionar el hostal de su familia, cuyo aislamiento y geografía única influyeron en elementos de su música.   Mathame se describe como una combinación de música electrónica, dub techno y house melódico, con influencias de la ciencia ficción, las bandas sonoras de películas clásicas, las nuevas tecnologías y el anime.  
Enraizado en el género del techno cinematográfico, el espectáculo audiovisual en directo de Mathame ha sido descrito como una actuación envolvente.Mathame también utilizó la programación por IA para crear los efectos visuales de su espectáculo, así como otras de sus obras de arte.   Mathame realiza giras por todo el mundo, actuando en lugares como Coachella, Ultra Miami Resistance, Tomorrowland y Sonus Festival, entre otros. Su trabajo ha sido remezclado por Diplo, Adriatique y ZHU. 

### Memo
Mathame lanzó su álbum debut, titulado Memo, a través de Astralwerks el 30 de junio de 2023.  El trabajo en Memo comenzó en 2019  y continuó durante la pandemia de COVID-19. El trabajo de trece pistas sirve como un registro de viaje de los recuerdos y emociones del dúo durante un período de tres años: dejar su ciudad natal italiana, pasar del encierro, poder bailar y luego volver a ser encerrado.  
Influenciado por la ciencia ficción, otros temas de Memo son la oscuridad y la luz, el amor, la síntesis y el contraste.   Las cuatro capas de cada tema están pensadas para ser imaginadas como un personaje de una historia, con la narrativa dentro del orden del tracklist rindiendo homenaje al Viaje del Héroe, un cuerpo de trabajo de Joseph Campbell sobre el concepto del monomito . 
Mathame también ha utilizado inteligencia artificial para la creación de las carátulas de algunos de sus sencillos. Aunque no pudieron emplear esta tecnología para las imágenes del LP debido a las normas de UMG, la IA fue utilizada en el arte de los sencillos "Come for You", "To Hope" y en el arte y video musical de "So What". Además, Mathame ha experimentado con la IA en otros proyectos, como su mixtape "Old Neural Mixtape Vol.1", creada en colaboración con Apple Music. Este mixtape utiliza algoritmos de IA para separar y recombinar elementos de las pistas en tiempo real, proporcionando una experiencia auditiva única y experimental.